# بروك ونايت (لاعب كرة قاعدة)
بروك ونايت (بالإنجليزية: Brooke Knight) هو لاعب كرة قاعدة أمريكي، ولد في 20 نوفمبر 1972.

## وصلات خارجية
- الموقع الرسمي